# Guy Tchingoma
Guy Tchingoma (Pointe-Noire, 3 gennaio 1986 – Libreville, 9 febbraio 2008) è stato un calciatore gabonese, di ruolo centrocampista.

## Biografia
Morì il 9 febbraio 2008 dopo uno scontro con un giocatore avversario nel match tra il suo club FC 105 Libreville e l'US Mbiliandzami allo stadio Mondedang de Sibang nella capitale.

## Carriera
Nasce a Pointe Noire, cittadina della Repubblica Democratica del Congo nel 1986 ma acquisisce la cittadinanza gabonese e può così debuttare nella Coppa d'Africa contro la Costa d'Avorio a Libreville nel settembre del 2006.